# NGC 3010C
NGC 3010C is een spiraalvormig sterrenstelsel in het sterrenbeeld Grote Beer. Het hemelobject werd op 17 maart 1828 ontdekt door de Britse astronoom John Herschel.

## Synoniemen
- UGC 5273
- MCG 7-20-67
- ZWG 239.35
- KUG 0947+445B
- MK 1237
- PGC 28340